# 剑阁龙属
剑阁龙（属名：Chienkosaurus，意为“剑阁县的蜥蜴”）是肉食性兽脚类恐龙存疑的一个属，化石来自中国晚侏罗世的广元统。剑阁龙可能是四川龙的近亲。

## 发现与命名
模式种角形剑阁龙（Chienkosaurus ceratosauroides）由杨锺健于1942年根据标本IVPP V.237（由四颗牙齿组成）所命名。种名意为“类似角鼻龙的”，因为杨锺健认为该属的牙齿与角鼻龙很相像。处在编号IVPP V.237下的三颗牙齿被董枝明等人（1983年）鉴别为非兽脚类，而是属于中真鳄类的西蜀鳄，从而有效将正模标本限制在兽脚类牙齿上。杨锺健还将一个尺骨（IVPP V.193）及一个尾椎椎体（IVPP V.192）归入剑阁龙。霍兹等人（2004年）在坚尾龙类章节中将本属列为疑名，吴肖春等人（2009年）同上。